# Superprestige 1985-1986
Navigation
1984-1985 1986-1987
La 4e édition du Superprestige s'est déroulée entre les mois d'octobre 1985 et février 1986. Elle comprenait sept manches disputées par les élites. Le classement général a été remporté par Roland Liboton pour la deuxième année consécutive.

## Hommes élites

### Résultats
| # | Date         | Lieu                                       | Vainqueur           | Deuxième           | Troisième          | Leader du classement général |
| - | ------------ | ------------------------------------------ | ------------------- | ------------------ | ------------------ | ---------------------------- |
| 1 | 1er octobre  | Valkenswaard (Cyclo-cross de Valkenswaard) | Rein Groenendaal    | Paul De Brauwer    | Roland Liboton     | Rein Groenendaal             |
| 2 | 1er novembre | Rome (Cyclo-cross de Rome)                 | Radomír Šimůnek sr. | Paul De Brauwer    | Petr Hric          |                              |
| 3 | 15 novembre  | Oss (Cyclo-cross d'Oss)                    | Hennie Stamsnijder  | Roland Liboton     | Rein Groenendaal   |                              |
| 4 | 1er décembre | Overijse (Druivencross)                    | Roland Liboton      | Hennie Stamsnijder | Frank van Bakel    |                              |
| 5 | 14 décembre  | Diegem (Cyclo-cross de Diegem)             | Roland Liboton      | Hennie Stamsnijder | Yvan Messelis      |                              |
| 6 | 10 janvier   | Zillebeke (Cyclo-cross de Zillebeke)       | Yvan Messelis       | Roland Liboton     | Hennie Stamsnijder |                              |
| 7 | 1er février  | Gavere (Cyclo-cross d'Asper-Gavere)        | Hennie Stamsnijder  | Roland Liboton     | Yvan Messelis      | Roland Liboton               |

### Classement général
| Pos | Coureur            | Points |
| --- | ------------------ | ------ |
| 1   | Roland Liboton     | 97     |
| 2   | Hennie Stamsnijder | 85     |
| 3   | Paul De Brauwer    | 67     |
| 4   | Rein Groenendaal   | 65     |
| 5   | Yvan Messelis      | 60     |
| 6   | Frank van Bakel    | 59     |
| 7   | Henk Baars         | 58     |
| 8   | Ludo De Rey        | 51     |
| 9   | Johan Ghyllebert   | 37     |
| 10  | Klaus-Peter Thaler | 36     |